# Годинер, Самуил Давидович
Самуил (Шмуэл-Нисн) Давидович Годинер (1892, Телеханы — 1941, Московская область) — советский еврейский писатель. Писал на идише.

## Биография
Шмуэл Годинер родился в 1892 году в местечке Телеханы Минской губернии. Получил традиционное еврейское образование. С 1912 года служил в русской армии. Был участником Первой мировой войны. В 1918 году попал в австрийский плен. Бежал из плена и вступил в Красную армию, стал членом Коммунистической партии. Участвовал в Гражданской войне на Украине. Участие Годинера в военных конфликтах позднее отразилось в его главных произведениях.
С 1912 по 1923 год учился в Московском литературном институте. Первый свой рассказ «Минуты» напечатал в 1921 в газете «Дер Эмес», затем три его рассказа — «Куклы», «Нагота» и «Ивангород» — появились в журнале «Штром» («Поток»). Произведения эти привлекли внимание новыми художественными приёмами. В 1924 вышел первый сборник рассказов Годинера, а в 1928 году появился его роман «Человек с ружьем», укрепивший за ним особое место в новой еврейской литературе. Творчество Годинера выкристаллизовалось в огне революционных событий. Находясь под влиянием еврейского символиста Нистора, Годинер начал с уклона в сторону символического изображения, но расширенная интернациональная тематика не смогла ужиться с нистеровским народно-сказочным стилем, и Годинер переходит к бытописательству, сохраняя своё романтическое своеобразие. Основной сюжет Годинера — Первая мировая война. В рассказах «Кукла», «Ивангород» и других ненависть к войне носит абстрактно-пацифистский гуманистический характер. Выхода он не видит. Как война из империалистической превращается в революционную — он показал в романе «Человек с ружьем», где описал распад царской армии и зарождение красных частей. Между двумя борющимися силами — группой большевиков и контрреволюционных генералов — поставлена еврейская семья. Война, беженство, еврейские погромы привели к экономической катастрофе эту семью, к трагической гибели одних её членов, к катастрофе национально-религиозных иллюзий оставшихся в живых. Морально возродится и воссоздаст новую жизнь лишь тот, кто идет за «Человеком с ружьем», за еврейским рабочим-революционером, бывшим солдатом царской армии, который становится одним из пионеров создающейся революционной армии.
От темы Первой мировой и гражданской войн Годинер впервые отошёл в таких произведениях, как «Еврейский суд», «Московская улица», где он показал себя мастером художественных очерков. Годинер перевёл на идиш произведения Ю. Олеши, Ф. Гладкова, Л. Сейфуллиной.
После начала Великой Отечественной войны Годинер ушёл в партизаны. Погиб в 1941 году в битве за Москву.

## Сочинения
- Человек с винтовкой. Вступ. ст. Я. Бронштейна, кн. 1—2, М. — Л., 1929—33;
- Повести и рассказы, М., 1961.